# カメムシ亜目
カメムシ亜目（カメムシあもく、Heteroptera）は、カメムシ目（半翅目）をヨコバイ亜目と二分する分類群である。カメムシと総称されるが、タガメ・アメンボ・グンバイムシなど「カメムシ」と名付けられていない種類もあり、なじみのある昆虫が多く含まれる。分子系統解析からは、ヨコバイ亜目の頸吻群から分化したと考えられている。

## 特徴
カメムシ亜目は、文部省学術用語集でカメムシ亜目の名称が採用される前は異翅亜目と呼ばれていた（学術用語集の方式を嫌って今日でもこれを使う人も多い）。これは、前翅の根元側半分位が分厚くなり、先端の半分の膜質部分とはっきり異なるためである。この類の昆虫は、膜状の後翅を背中に畳み、その上に前翅を交互に被せるようにして翅を畳むことができる。背中側から見れば、前胸以降の背面は、ほぼ翅に覆われている。腹部後方は、左右の前翅の膜状部を重ねた部分に覆われる。腹部前半と中胸・後胸の左右は前翅の硬化部分に覆われ、左右の前翅の間に中胸の背板の一部（中胸小楯板）が見える。この部分は三角形になって、盛り上がっており、特に背盾板と呼ばれる。マルカメムシ科やキンカメムシ科ではこれが中胸より後の胸部と腹部の背面を完全に覆い、翅もこの下に格納される。
口器が針状の細い口針と、この鞘に相当する口吻になっているのは、カメムシ目全体に共通する特徴である。カメムシ亜目のものには、植食のものと肉食のものがあり、植食性のものは、口吻が細長く、真っすぐであるが、肉食性のものの口吻はしばしば太くて短く、鉤状に曲がっている。口器の構造に関してはカメムシ目#特徴にて詳述。
頭部は先のとがった三角形で、基部の両端に複眼がある。両方の複眼の間に三個の単眼があるのが普通であるが、カスミカメムシ科の大半はこれを欠く（そのためかつてはメクラカメムシ科と呼ばれたが、複眼があるので視力はある）。触角は陸生のものでは細長く、水生のもの、特に水中生活に適応したものは太短く、折りたたみ式に格納できるものもある。
三対の脚は陸生の植食性のものでは特徴が少ないが、肉食性のものでは、前脚が太く、捕獲用に発達するものがある。水生の種は多くが肉食性で、前脚が太く、捕獲に適した形に発達するとともに、中・後脚が遊泳用に発達するものが多い。なお、陸生の種の一部には、雄の後脚が太く、かつ刺々しく発達するものがあり、配偶行動における雄同士の闘争の際に使われる場合がある。

## 習性と生活環
カメムシ亜目のものは、非常に多様なものを含んでいる。植物の上で暮らすもの、地上性のもの、地中にいるものから、水辺、水面生活、水中生活のものまでを含む。また、ウミアメンボ類のように海水面に進出したものがあり、これらは昆虫では数少ない海の生活者である。

### 食性
その食性は、植食性のもの、肉食性のもの、一部に菌食性や藻食性のものがある。植食性の種には農業上の重要な害虫が多数含まれている。肉食性の種は農業害虫を食べる益虫と見なされるが、人を刺すことがあって衛生害虫と言われるものや、養魚場に被害を与えるもの、肉食と同時に植物も加害して農作物の害虫とみなされるものもある。一部の吸血性の種には、寄生虫病を媒介するものがある。
植食性のものは、食草・食樹の上に暮らすのが普通であるが、ツチカメムシ科のように地上で生活して、落ちている種子や、落下果実の内部の種子から栄養を取るものもある。また、植物の成長に影響を与え、虫瘤を作らせるものもある。
植食性のものの摂食方法は多様である。例えば、種子の内部で栄養素を蓄積している胚乳や子葉、果実の果肉、葉の葉肉から栄養摂取するものの多くは口針で組織を切り裂きながら消化酵素を含んだ唾液を注入して攪拌し、体外消化されて液状になったものを摂取する。
カスミカメムシ科は植食性、肉食性の両方の性質を示す種が多いが、植物から栄養摂取するときにはしばしば成長点近辺の幼弱組織に口針を刺し、ペクチナーゼという酵素を含んだ唾液によって細胞同士を接着しているペクチンを加水分解する。そして、ばらばらに解離された細胞を吸い込む。そのため、摂食を受けた組織が成長して葉を展開すると、毛虫などに食べられたように穴だらけになってしまっている。
ヘリカメムシ科には先述の種子食のものも多いが、茎から栄養摂取するものは非常に特徴的な摂食法をとることが知られている。茎に突き刺した口針からスクラーゼという酵素を含んだ唾液を注入し、細胞間に存在するスクロース（ショ糖）分子をグルコース（ブドウ糖）とフルクトース（果糖）に加水分解してしまう。すると、細胞外の液の浸透圧が分子数の増加によって非常に高くなり、細胞内から細胞外にアミノ酸やビタミンなどの栄養素が抽出されてくる。ヘリカメムシ類はこれを吸収するのである。そのため、茎から栄養摂取するヘリカメムシ類が激しく吸汁した植物は、しばしば組織が砂糖漬けになったように脱水され、しおれてしまう。
他にも、例えばマメ科の植物の茎から吸汁するマルカメムシでは消化管が途中で閉塞していることからかなり特殊な食物を摂取している可能性があるが、詳細はまだよくわかっていない。また、ヨコバイ亜目の多くの昆虫のように維管束の道管や師管から栄養摂取しているものもあると考えられている。

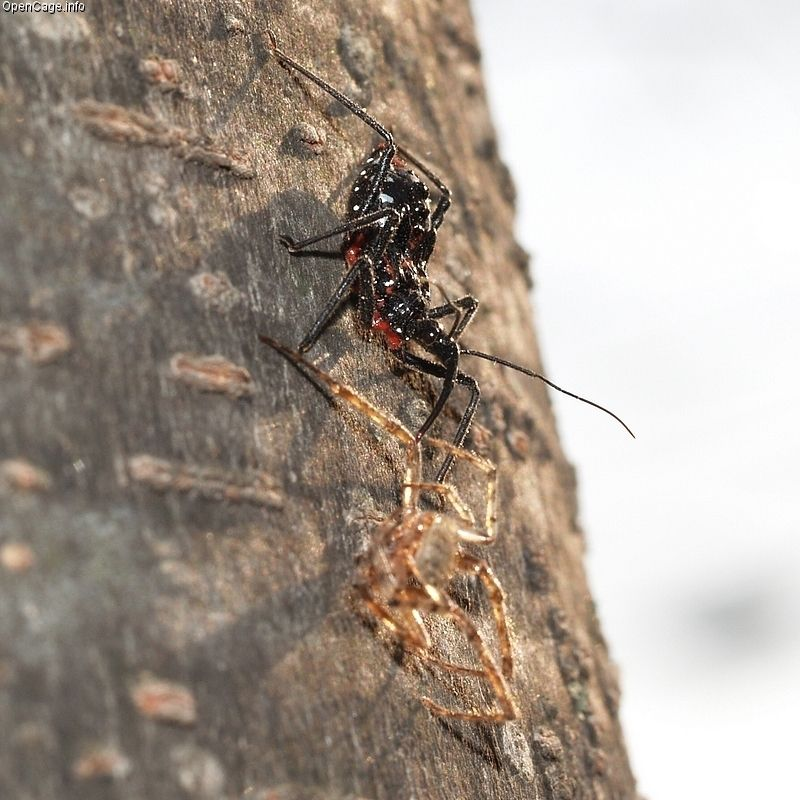
クモを捕らえたサシガメ
（多分ヨコヅナサシガメ）

肉食のものは、餌を探して歩き回り、あるいは待ち伏せして獲物を捕らえる。このような捕食性のものはたいてい獲物の体内に口針を突き刺して麻痺性の毒素と消化酵素を含んだ唾液を注入し、消化されて液状になった体組織と体液を吸収する。ただし、サシガメ類や肉食の水生カメムシ類がヒトの指を刺すと耐え難いほどの激痛が走るが、同様に体外消化を行うゲンゴロウの幼虫に食いつかれたときのように皮下組織の広範な壊死は起こらないようなので、獲物を仕留める神経毒と消化液は別々に注入する可能性が指摘されている。一部のものは哺乳類や鳥類の血管から血液を摂取する吸血性となり、大型動物の巣に住み着いている種もある。トコジラミ（ナンキンムシ）は、人家に住み着いてヒトの血を吸うことで有名で、日本では一時期は半ば根絶状態であったが近年は増加傾向である。
菌食性のものは、朽ち木の裏面などに暮らしている。ヒラタカメムシ科は朽木の奥の木材腐朽菌の菌糸から栄養を摂取していると考えられ、頭部の内部に非常に長い口針が巻き込まれている。カスミカメムシ科のキノコカスミカメムシ類はキノコにやってくる小昆虫などを捕食しているだけなのか、キノコからも同時に栄養摂取しているのかよくわかっていない。
水生カメムシ類のミズムシ科の大半は植食性であり、藻類の細胞に口針を突き刺して中の細胞質を吸収する。

### 生活史
カメムシ亜目のものは、不完全変態で、成虫に近い姿の幼虫から、蛹を経ずに成虫になる。幼虫の生活は、ほぼ成虫と同様である。成虫は、多くのものでは塊で卵を産む。多くの種でこの卵塊にカメムシの栄養摂取を助ける共生微生物のカプセルが付着していることが知られており、そうした種ではここから幼虫が微生物を摂取してから離れていく。卵塊を雌親が保護する習性をもつものが、ツノカメムシ科やツチカメムシ科、コオイムシ科といった複数の分類群にまたがって知られている。生まれた幼虫がしばらくの間、集団で生活するものも知られる。
また、草食性の種では、時に大集団を作るものがあることが知られている。カメムシの一部では、越冬のための大集団を作るものがあるが、それ以外の種でも、さまざまな種で、理由は十分に解明されていないが、大集団を作るのを見ることがある。

### 臭い
カメムシ類は悪臭を発することで有名だが、この臭いには、捕食者などからの防御の働きとともに、仲間への警報の意味がある。また、低濃度では集合フェロモン、高濃度では警報フェロモンとして働く例も知られている。それ以外にも、トコジラミやアメンボなどが臭いを発することが知られているが、その意味については十分に解明されてはいない。これらの臭い物質は臭腺と呼ばれる線から分泌される。臭腺は幼虫では背面に開口するが、翅が背面を覆ってしまう成虫では腹面に開口するようになる。

## 分類
陸生の大型種は、普通はカメムシと呼ばれる。水中性の仲間を特に水生カメムシ類と呼ぶこともある。また、アメンボなどの水面や水辺に生活するグループを両生カメムシ類と呼ぶ。
- カメムシ下目 Pentatomomorpha
  - カメムシ上科 Pentatomoidea
    - マルカメムシ科 Plataspidae
    - ツチカメムシ科 Cydnidae（落下果実・落下種子の胚乳・子葉といった栄養貯蔵器官を摂食）
      - ツチカメムシ・ベニツチカメムシ（保育行動と幼虫への給餌）

    - キンカメムシ科 Scutelleridae（樹上で果実内部の種子から胚乳・子葉といった栄養貯蔵器官を摂食）
      - オオキンカメムシ・アカスジキンカメムシ

    - カメムシ科 Pentatomidae
      - アカスジカメムシ・クロカメムシ・クチブトカメムシ・シラホシカメムシ・アオカメムシ・ナガメ・ウシカメムシ・ジンメンカメムシ・シロヘリカメムシ

    - ツノカメムシ科 Acanthosomatidae（樹上で果実内部の種子から胚乳・子葉といった栄養貯蔵器官を摂食）
      - オオツノカメムシ・モンキツノカメムシ（保育行動）

    - クヌギカメムシ科 Urostylididae（樹幹や太い枝から吸汁、卵塊をゼリー状の栄養物質が覆う）
      - クヌギカメムシ・ナシカメムシ

  - ヘリカメムシ上科 Coreoidea
    - ヘリカメムシ科 Coreidae（草本の植物上の種子食か浸透圧操作による栄養抽出摂餌）
      - オオヘリカメムシ・ホオズキカメムシ（ホオズキの語源になった昆虫）・ホソヘリカメムシ･マツヘリカメムシ・ホシハラビロヘリカメムシ

  - ナガカメムシ上科 Lygaeoidea
    - ナガカメムシ科 Lygaeidae
      - オオメナガカメムシ・カンショコバネナガカメムシ・モンシロナガカメムシ・オオモンシロナガカメムシ

    - イトカメムシ科 Berytidae イトカメムシ
    - メダカナガカメムシ科 Malcidae メダカナガカメムシ
    - オオホシカメムシ科・オオホシカメムシ
    - ホシカメムシ科

  - ヒラタカメムシ上科 Aradoidea
    - ヒラタカメムシ科 Aradidae（菌食性）
- トコジラミ下目 Cimicomorpha
  - サシガメ上科
    - サシガメ科（捕食性）
      - ヨコヅナサシガメ（幼虫がサクラなどの樹幹に大集団形成）・ヤニサシガメ・オオサシガメ

  - グンバイムシ上科
    - グンバイムシ科（葉肉の柔組織を体外消化して摂食）
      - キクグンバイ・ツツジグンバイ・ナシグンバイ

  - トコジラミ上科
    - トコジラミ科（哺乳類・鳥類から吸血）
      - トコジラミ（ナンキンムシ）

    - マキバサシガメ科（捕食性）
    - カスミカメムシ科（捕食性を主に植食性にも分化、一部菌食性か？）
    - ハナカメムシ科（捕食性）
- クビナガカメムシ下目 Enicocephalomorpha
  - クビナガカメムシ科（捕食性、カメムシ亜目中最も原始的とされる）
- ムクゲカメムシ下目 Dipsocoromorpha
  - ムクゲカメムシ科（捕食性）
- アメンボ下目 Gerromorpha
  - アメンボ上科
    - アメンボ科（捕食性）
      - アメンボ・シマアメンボ・ウミアメンボ

    - カタビロアメンボ科（捕食性）
      - ケシカタビロアメンボ・ナガレカタビロアメンボ

    - ミズギワカメムシ科（捕食性）
    - イトアメンボ科（捕食性）
    - ケシミズカメムシ科（捕食性）
    - ミズカメムシ科（捕食性）
- タイコウチ下目 Nepomorpha
  - メミズムシ上科
    - メミズムシ科（捕食性）
      - メミズムシ

    - アシブトメミズムシ科（捕食性）
      - アシブトメミズムシ

  - ミズムシ上科
    - ミズムシ科（藻類の細胞から細胞質を吸収するものが多いが一部捕食性の種もある）
      - コミズムシ（フウセンムシ）・ミゾナシミズムシ（捕食性）・チビミズムシ

  - タイコウチ上科
    - タイコウチ科（捕食性）
      - タイコウチ・ヒメタイコウチ・エサキタイコウチ・ミズカマキリ

    - コオイムシ科（捕食性・雄による卵保育）
      - コオイムシ・タガメ

  - コバンムシ上科
    - ナベブタムシ科（捕食性・渓流生）
    - コバンムシ科（捕食性・水面下で水草の組織に産卵）

  - タマミズムシ上科
    - タマミズムシ科（捕食性）

  - マツモムシ上科
    - マツモムシ科（捕食性）
      - マツモムシ・コマツモムシ

    - マルミズムシ科（捕食性）

### 系統
Wheeler et al.(1993)によると、以下のような系統樹が提案されている。
|  | ミズギワカメムシ下目 Leptopodomorpha                                                         |
|  |                                                                                              |
|  | \| \| トコジラミ下目 Cimicomorpha \| \| \| \| \| \| カメムシ下目 Pentatomomorpha \| \| \| \| |
|  |                                                                                              |
|  | トコジラミ下目 Cimicomorpha                                                                  |
|  |                                                                                              |
|  | カメムシ下目 Pentatomomorpha                                                                 |
|  |                                                                                              |

|  | トコジラミ下目 Cimicomorpha  |
|  |                              |
|  | カメムシ下目 Pentatomomorpha |
|  |                              |

|  | ミズギワカメムシ下目 Leptopodomorpha                                                         |
|  |                                                                                              |
|  | \| \| トコジラミ下目 Cimicomorpha \| \| \| \| \| \| カメムシ下目 Pentatomomorpha \| \| \| \| |
|  |                                                                                              |
|  | トコジラミ下目 Cimicomorpha                                                                  |
|  |                                                                                              |
|  | カメムシ下目 Pentatomomorpha                                                                 |
|  |                                                                                              |

|  | トコジラミ下目 Cimicomorpha  |
|  |                              |
|  | カメムシ下目 Pentatomomorpha |
|  |                              |

|  | ミズギワカメムシ下目 Leptopodomorpha                                                         |
|  |                                                                                              |
|  | \| \| トコジラミ下目 Cimicomorpha \| \| \| \| \| \| カメムシ下目 Pentatomomorpha \| \| \| \| |
|  |                                                                                              |
|  | トコジラミ下目 Cimicomorpha                                                                  |
|  |                                                                                              |
|  | カメムシ下目 Pentatomomorpha                                                                 |
|  |                                                                                              |

|  | トコジラミ下目 Cimicomorpha  |
|  |                              |
|  | カメムシ下目 Pentatomomorpha |
|  |                              |

|  | ミズギワカメムシ下目 Leptopodomorpha                                                         |
|  |                                                                                              |
|  | \| \| トコジラミ下目 Cimicomorpha \| \| \| \| \| \| カメムシ下目 Pentatomomorpha \| \| \| \| |
|  |                                                                                              |
|  | トコジラミ下目 Cimicomorpha                                                                  |
|  |                                                                                              |
|  | カメムシ下目 Pentatomomorpha                                                                 |
|  |                                                                                              |

|  | トコジラミ下目 Cimicomorpha  |
|  |                              |
|  | カメムシ下目 Pentatomomorpha |
|  |                              |

|  | ミズギワカメムシ下目 Leptopodomorpha                                                         |
|  |                                                                                              |
|  | \| \| トコジラミ下目 Cimicomorpha \| \| \| \| \| \| カメムシ下目 Pentatomomorpha \| \| \| \| |
|  |                                                                                              |
|  | トコジラミ下目 Cimicomorpha                                                                  |
|  |                                                                                              |
|  | カメムシ下目 Pentatomomorpha                                                                 |
|  |                                                                                              |

|  | トコジラミ下目 Cimicomorpha  |
|  |                              |
|  | カメムシ下目 Pentatomomorpha |
|  |                              |

|  | ミズギワカメムシ下目 Leptopodomorpha                                                         |
|  |                                                                                              |
|  | \| \| トコジラミ下目 Cimicomorpha \| \| \| \| \| \| カメムシ下目 Pentatomomorpha \| \| \| \| |
|  |                                                                                              |
|  | トコジラミ下目 Cimicomorpha                                                                  |
|  |                                                                                              |
|  | カメムシ下目 Pentatomomorpha                                                                 |
|  |                                                                                              |

|  | トコジラミ下目 Cimicomorpha  |
|  |                              |
|  | カメムシ下目 Pentatomomorpha |
|  |                              |

|  | ミズギワカメムシ下目 Leptopodomorpha                                                         |
|  |                                                                                              |
|  | \| \| トコジラミ下目 Cimicomorpha \| \| \| \| \| \| カメムシ下目 Pentatomomorpha \| \| \| \| |
|  |                                                                                              |
|  | トコジラミ下目 Cimicomorpha                                                                  |
|  |                                                                                              |
|  | カメムシ下目 Pentatomomorpha                                                                 |
|  |                                                                                              |

|  | トコジラミ下目 Cimicomorpha  |
|  |                              |
|  | カメムシ下目 Pentatomomorpha |
|  |                              |

|  | ミズギワカメムシ下目 Leptopodomorpha                                                         |
|  |                                                                                              |
|  | \| \| トコジラミ下目 Cimicomorpha \| \| \| \| \| \| カメムシ下目 Pentatomomorpha \| \| \| \| |
|  |                                                                                              |
|  | トコジラミ下目 Cimicomorpha                                                                  |
|  |                                                                                              |
|  | カメムシ下目 Pentatomomorpha                                                                 |
|  |                                                                                              |

|  | トコジラミ下目 Cimicomorpha  |
|  |                              |
|  | カメムシ下目 Pentatomomorpha |
|  |                              |

|  | ミズギワカメムシ下目 Leptopodomorpha                                                         |
|  |                                                                                              |
|  | \| \| トコジラミ下目 Cimicomorpha \| \| \| \| \| \| カメムシ下目 Pentatomomorpha \| \| \| \| |
|  |                                                                                              |
|  | トコジラミ下目 Cimicomorpha                                                                  |
|  |                                                                                              |
|  | カメムシ下目 Pentatomomorpha                                                                 |
|  |                                                                                              |

|  | トコジラミ下目 Cimicomorpha  |
|  |                              |
|  | カメムシ下目 Pentatomomorpha |
|  |                              |

|  | ミズギワカメムシ下目 Leptopodomorpha                                                         |
|  |                                                                                              |
|  | \| \| トコジラミ下目 Cimicomorpha \| \| \| \| \| \| カメムシ下目 Pentatomomorpha \| \| \| \| |
|  |                                                                                              |
|  | トコジラミ下目 Cimicomorpha                                                                  |
|  |                                                                                              |
|  | カメムシ下目 Pentatomomorpha                                                                 |
|  |                                                                                              |

|  | トコジラミ下目 Cimicomorpha  |
|  |                              |
|  | カメムシ下目 Pentatomomorpha |
|  |                              |

|  | ミズギワカメムシ下目 Leptopodomorpha                                                         |
|  |                                                                                              |
|  | \| \| トコジラミ下目 Cimicomorpha \| \| \| \| \| \| カメムシ下目 Pentatomomorpha \| \| \| \| |
|  |                                                                                              |
|  | トコジラミ下目 Cimicomorpha                                                                  |
|  |                                                                                              |
|  | カメムシ下目 Pentatomomorpha                                                                 |
|  |                                                                                              |

|  | トコジラミ下目 Cimicomorpha  |
|  |                              |
|  | カメムシ下目 Pentatomomorpha |
|  |                              |

|  | ミズギワカメムシ下目 Leptopodomorpha                                                         |
|  |                                                                                              |
|  | \| \| トコジラミ下目 Cimicomorpha \| \| \| \| \| \| カメムシ下目 Pentatomomorpha \| \| \| \| |
|  |                                                                                              |
|  | トコジラミ下目 Cimicomorpha                                                                  |
|  |                                                                                              |
|  | カメムシ下目 Pentatomomorpha                                                                 |
|  |                                                                                              |

|  | トコジラミ下目 Cimicomorpha  |
|  |                              |
|  | カメムシ下目 Pentatomomorpha |
|  |                              |

|  | ミズギワカメムシ下目 Leptopodomorpha                                                         |
|  |                                                                                              |
|  | \| \| トコジラミ下目 Cimicomorpha \| \| \| \| \| \| カメムシ下目 Pentatomomorpha \| \| \| \| |
|  |                                                                                              |
|  | トコジラミ下目 Cimicomorpha                                                                  |
|  |                                                                                              |
|  | カメムシ下目 Pentatomomorpha                                                                 |
|  |                                                                                              |

|  | トコジラミ下目 Cimicomorpha  |
|  |                              |
|  | カメムシ下目 Pentatomomorpha |
|  |                              |

|  | ミズギワカメムシ下目 Leptopodomorpha                                                         |
|  |                                                                                              |
|  | \| \| トコジラミ下目 Cimicomorpha \| \| \| \| \| \| カメムシ下目 Pentatomomorpha \| \| \| \| |
|  |                                                                                              |
|  | トコジラミ下目 Cimicomorpha                                                                  |
|  |                                                                                              |
|  | カメムシ下目 Pentatomomorpha                                                                 |
|  |                                                                                              |

|  | トコジラミ下目 Cimicomorpha  |
|  |                              |
|  | カメムシ下目 Pentatomomorpha |
|  |                              |

|  | ミズギワカメムシ下目 Leptopodomorpha                                                         |
|  |                                                                                              |
|  | \| \| トコジラミ下目 Cimicomorpha \| \| \| \| \| \| カメムシ下目 Pentatomomorpha \| \| \| \| |
|  |                                                                                              |
|  | トコジラミ下目 Cimicomorpha                                                                  |
|  |                                                                                              |
|  | カメムシ下目 Pentatomomorpha                                                                 |
|  |                                                                                              |

|  | トコジラミ下目 Cimicomorpha  |
|  |                              |
|  | カメムシ下目 Pentatomomorpha |
|  |                              |

|  | ミズギワカメムシ下目 Leptopodomorpha                                                         |
|  |                                                                                              |
|  | \| \| トコジラミ下目 Cimicomorpha \| \| \| \| \| \| カメムシ下目 Pentatomomorpha \| \| \| \| |
|  |                                                                                              |
|  | トコジラミ下目 Cimicomorpha                                                                  |
|  |                                                                                              |
|  | カメムシ下目 Pentatomomorpha                                                                 |
|  |                                                                                              |

|  | トコジラミ下目 Cimicomorpha  |
|  |                              |
|  | カメムシ下目 Pentatomomorpha |
|  |                              |

|  | ミズギワカメムシ下目 Leptopodomorpha                                                         |
|  |                                                                                              |
|  | \| \| トコジラミ下目 Cimicomorpha \| \| \| \| \| \| カメムシ下目 Pentatomomorpha \| \| \| \| |
|  |                                                                                              |
|  | トコジラミ下目 Cimicomorpha                                                                  |
|  |                                                                                              |
|  | カメムシ下目 Pentatomomorpha                                                                 |
|  |                                                                                              |

|  | トコジラミ下目 Cimicomorpha  |
|  |                              |
|  | カメムシ下目 Pentatomomorpha |
|  |                              |

|  | ミズギワカメムシ下目 Leptopodomorpha                                                         |
|  |                                                                                              |
|  | \| \| トコジラミ下目 Cimicomorpha \| \| \| \| \| \| カメムシ下目 Pentatomomorpha \| \| \| \| |
|  |                                                                                              |
|  | トコジラミ下目 Cimicomorpha                                                                  |
|  |                                                                                              |
|  | カメムシ下目 Pentatomomorpha                                                                 |
|  |                                                                                              |

|  | トコジラミ下目 Cimicomorpha  |
|  |                              |
|  | カメムシ下目 Pentatomomorpha |
|  |                              |

|  | ミズギワカメムシ下目 Leptopodomorpha                                                         |
|  |                                                                                              |
|  | \| \| トコジラミ下目 Cimicomorpha \| \| \| \| \| \| カメムシ下目 Pentatomomorpha \| \| \| \| |
|  |                                                                                              |
|  | トコジラミ下目 Cimicomorpha                                                                  |
|  |                                                                                              |
|  | カメムシ下目 Pentatomomorpha                                                                 |
|  |                                                                                              |

|  | トコジラミ下目 Cimicomorpha  |
|  |                              |
|  | カメムシ下目 Pentatomomorpha |
|  |                              |

|  | ミズギワカメムシ下目 Leptopodomorpha                                                         |
|  |                                                                                              |
|  | \| \| トコジラミ下目 Cimicomorpha \| \| \| \| \| \| カメムシ下目 Pentatomomorpha \| \| \| \| |
|  |                                                                                              |
|  | トコジラミ下目 Cimicomorpha                                                                  |
|  |                                                                                              |
|  | カメムシ下目 Pentatomomorpha                                                                 |
|  |                                                                                              |

|  | トコジラミ下目 Cimicomorpha  |
|  |                              |
|  | カメムシ下目 Pentatomomorpha |
|  |                              |

|  | ミズギワカメムシ下目 Leptopodomorpha                                                         |
|  |                                                                                              |
|  | \| \| トコジラミ下目 Cimicomorpha \| \| \| \| \| \| カメムシ下目 Pentatomomorpha \| \| \| \| |
|  |                                                                                              |
|  | トコジラミ下目 Cimicomorpha                                                                  |
|  |                                                                                              |
|  | カメムシ下目 Pentatomomorpha                                                                 |
|  |                                                                                              |

|  | トコジラミ下目 Cimicomorpha  |
|  |                              |
|  | カメムシ下目 Pentatomomorpha |
|  |                              |

|  | ミズギワカメムシ下目 Leptopodomorpha                                                         |
|  |                                                                                              |
|  | \| \| トコジラミ下目 Cimicomorpha \| \| \| \| \| \| カメムシ下目 Pentatomomorpha \| \| \| \| |
|  |                                                                                              |
|  | トコジラミ下目 Cimicomorpha                                                                  |
|  |                                                                                              |
|  | カメムシ下目 Pentatomomorpha                                                                 |
|  |                                                                                              |

|  | トコジラミ下目 Cimicomorpha  |
|  |                              |
|  | カメムシ下目 Pentatomomorpha |
|  |                              |

|  | ミズギワカメムシ下目 Leptopodomorpha                                                         |
|  |                                                                                              |
|  | \| \| トコジラミ下目 Cimicomorpha \| \| \| \| \| \| カメムシ下目 Pentatomomorpha \| \| \| \| |
|  |                                                                                              |
|  | トコジラミ下目 Cimicomorpha                                                                  |
|  |                                                                                              |
|  | カメムシ下目 Pentatomomorpha                                                                 |
|  |                                                                                              |

|  | トコジラミ下目 Cimicomorpha  |
|  |                              |
|  | カメムシ下目 Pentatomomorpha |
|  |                              |

|  | ミズギワカメムシ下目 Leptopodomorpha                                                         |
|  |                                                                                              |
|  | \| \| トコジラミ下目 Cimicomorpha \| \| \| \| \| \| カメムシ下目 Pentatomomorpha \| \| \| \| |
|  |                                                                                              |
|  | トコジラミ下目 Cimicomorpha                                                                  |
|  |                                                                                              |
|  | カメムシ下目 Pentatomomorpha                                                                 |
|  |                                                                                              |

|  | トコジラミ下目 Cimicomorpha  |
|  |                              |
|  | カメムシ下目 Pentatomomorpha |
|  |                              |

|  | ミズギワカメムシ下目 Leptopodomorpha                                                         |
|  |                                                                                              |
|  | \| \| トコジラミ下目 Cimicomorpha \| \| \| \| \| \| カメムシ下目 Pentatomomorpha \| \| \| \| |
|  |                                                                                              |
|  | トコジラミ下目 Cimicomorpha                                                                  |
|  |                                                                                              |
|  | カメムシ下目 Pentatomomorpha                                                                 |
|  |                                                                                              |

|  | トコジラミ下目 Cimicomorpha  |
|  |                              |
|  | カメムシ下目 Pentatomomorpha |
|  |                              |

|  | ミズギワカメムシ下目 Leptopodomorpha                                                         |
|  |                                                                                              |
|  | \| \| トコジラミ下目 Cimicomorpha \| \| \| \| \| \| カメムシ下目 Pentatomomorpha \| \| \| \| |
|  |                                                                                              |
|  | トコジラミ下目 Cimicomorpha                                                                  |
|  |                                                                                              |
|  | カメムシ下目 Pentatomomorpha                                                                 |
|  |                                                                                              |

|  | トコジラミ下目 Cimicomorpha  |
|  |                              |
|  | カメムシ下目 Pentatomomorpha |
|  |                              |

|  | ミズギワカメムシ下目 Leptopodomorpha                                                         |
|  |                                                                                              |
|  | \| \| トコジラミ下目 Cimicomorpha \| \| \| \| \| \| カメムシ下目 Pentatomomorpha \| \| \| \| |
|  |                                                                                              |
|  | トコジラミ下目 Cimicomorpha                                                                  |
|  |                                                                                              |
|  | カメムシ下目 Pentatomomorpha                                                                 |
|  |                                                                                              |

|  | トコジラミ下目 Cimicomorpha  |
|  |                              |
|  | カメムシ下目 Pentatomomorpha |
|  |                              |

|  | ミズギワカメムシ下目 Leptopodomorpha                                                         |
|  |                                                                                              |
|  | \| \| トコジラミ下目 Cimicomorpha \| \| \| \| \| \| カメムシ下目 Pentatomomorpha \| \| \| \| |
|  |                                                                                              |
|  | トコジラミ下目 Cimicomorpha                                                                  |
|  |                                                                                              |
|  | カメムシ下目 Pentatomomorpha                                                                 |
|  |                                                                                              |

|  | トコジラミ下目 Cimicomorpha  |
|  |                              |
|  | カメムシ下目 Pentatomomorpha |
|  |                              |

|  | ミズギワカメムシ下目 Leptopodomorpha                                                         |
|  |                                                                                              |
|  | \| \| トコジラミ下目 Cimicomorpha \| \| \| \| \| \| カメムシ下目 Pentatomomorpha \| \| \| \| |
|  |                                                                                              |
|  | トコジラミ下目 Cimicomorpha                                                                  |
|  |                                                                                              |
|  | カメムシ下目 Pentatomomorpha                                                                 |
|  |                                                                                              |

|  | トコジラミ下目 Cimicomorpha  |
|  |                              |
|  | カメムシ下目 Pentatomomorpha |
|  |                              |

|  | ミズギワカメムシ下目 Leptopodomorpha                                                         |
|  |                                                                                              |
|  | \| \| トコジラミ下目 Cimicomorpha \| \| \| \| \| \| カメムシ下目 Pentatomomorpha \| \| \| \| |
|  |                                                                                              |
|  | トコジラミ下目 Cimicomorpha                                                                  |
|  |                                                                                              |
|  | カメムシ下目 Pentatomomorpha                                                                 |
|  |                                                                                              |

|  | トコジラミ下目 Cimicomorpha  |
|  |                              |
|  | カメムシ下目 Pentatomomorpha |
|  |                              |

|  | ミズギワカメムシ下目 Leptopodomorpha                                                         |
|  |                                                                                              |
|  | \| \| トコジラミ下目 Cimicomorpha \| \| \| \| \| \| カメムシ下目 Pentatomomorpha \| \| \| \| |
|  |                                                                                              |
|  | トコジラミ下目 Cimicomorpha                                                                  |
|  |                                                                                              |
|  | カメムシ下目 Pentatomomorpha                                                                 |
|  |                                                                                              |

|  | トコジラミ下目 Cimicomorpha  |
|  |                              |
|  | カメムシ下目 Pentatomomorpha |
|  |                              |

|  | ミズギワカメムシ下目 Leptopodomorpha                                                         |
|  |                                                                                              |
|  | \| \| トコジラミ下目 Cimicomorpha \| \| \| \| \| \| カメムシ下目 Pentatomomorpha \| \| \| \| |
|  |                                                                                              |
|  | トコジラミ下目 Cimicomorpha                                                                  |
|  |                                                                                              |
|  | カメムシ下目 Pentatomomorpha                                                                 |
|  |                                                                                              |

|  | トコジラミ下目 Cimicomorpha  |
|  |                              |
|  | カメムシ下目 Pentatomomorpha |
|  |                              |